# سيدي رضوان (إقليم وزان)
سيدي رضوان هي قرية مغربية شمال غربي المملكة. تقع سيدي رضوان ضمن إقليم وزان جهة طنجة تطوان، بعدما كانت تابعة لإقليم سيدي قاسم جهة الغرب الشراردة بني حسن.